# 正龙乡
正龙乡，是中华人民共和国广西壮族自治区来宾市兴宾区下辖的一个乡镇级行政单位。

## 行政区划
正龙乡下辖以下地区：
正龙村、力村、大安村、东阳村、屯口村和新村。